# Semi-anneau d'ensembles
Ne doit pas être confondu avec semi-anneau.
Un semi-anneau d'ensembles (généralement abrégé en semi-anneau)  est une classe de parties d'un ensemble X à partir de laquelle on construit facilement un anneau d'ensembles. C'est un cadre commode pour commencer plusieurs constructions classiques de mesures.

## Définition
Définition — Un semi-anneau d'ensembles est un ensemble {\displaystyle {\mathcal {S}}} de parties d'un ensemble {\displaystyle X} qui vérifie : 
- L'ensemble vide est élément de {\displaystyle {\mathcal {S}}} ;
- Pour tous {\displaystyle A}, {\displaystyle B} éléments de {\displaystyle {\mathcal {S}}}, la différence ensembliste {\displaystyle A\setminus B} est une réunion disjointe (finie) d'éléments de {\displaystyle {\mathcal {S}}} ;
- {\displaystyle {\mathcal {S}}} est stable par intersection (finie).

Lorsque de surcroît l'ensemble {\displaystyle X} est élément de {\displaystyle {\mathcal {S}}}, on dit que {\displaystyle {\mathcal {S}}} est une semi-algèbre d'ensembles.

## Exemples
- L'ensemble des intervalles de {\displaystyle \mathbb {R} } est une semi-algèbre de parties de {\displaystyle \mathbb {R} } (la différence ensembliste de deux intervalles pouvant être décrite, selon leur position relative, comme réunion disjointe de zéro, un ou deux intervalles).
- L'ensemble des intervalles bornés de {\displaystyle \mathbb {R} } est un semi-anneau mais pas une semi-algèbre.
- L'ensemble des intervalles vides ou de la forme {\displaystyle ]a,b]} ({\displaystyle a<b}) est un semi-anneau inclus dans le précédent.
- Étant donnés deux semi-anneaux {\displaystyle {\mathcal {S}}_{1}} et {\displaystyle {\mathcal {S}}_{2}} sur des ensembles {\displaystyle X_{1}} et {\displaystyle X_{2}}, l'ensemble des produits {\displaystyle A_{1}\times A_{2}}, {\displaystyle A_{i}\in {\mathcal {S}}_{i}} est un semi-anneau sur le produit {\displaystyle X_{1}\times X_{2}.} Même lorsque {\displaystyle X_{1}} et {\displaystyle X_{2}} sont des algèbres, ce peut ne pas être un anneau (mais c'est bien sûr alors une semi-algèbre)[1]. Ainsi l'ensemble des produits de {\displaystyle n} intervalles bornés, ou l'ensemble des produits de la forme {\displaystyle ]a_{1},b_{1}]\times \cdots \times \left]a_{n},b_{n}\right]} sont-ils des semi-anneaux de parties de {\displaystyle \mathbb {R} ^{n}}.

## Extension d'une mesure d'un semi-anneau à un anneau
L'anneau d'ensembles engendré par un semi-anneau se décrit facilement :
Proposition — Le plus petit anneau d'ensembles qui contienne un semi-anneau {\displaystyle {\mathcal {S}}} donné est l'ensemble des unions finies d'éléments de {\displaystyle {\mathcal {S}}}. C'est aussi l'ensemble des unions finies disjointes d'éléments de {\displaystyle {\mathcal {S}}}.
Dans l'énoncé d'extension qui suit, on entend par « mesure » sur une classe {\displaystyle {\mathcal {C}}} contenant le vide une application de {\displaystyle {\mathcal {C}}} vers {\displaystyle [0,+\infty ]} nulle sur le vide et σ-additive. 
Proposition — Soit {\displaystyle {\mathcal {S}}} un semi-anneau et {\displaystyle \mu } une mesure sur {\displaystyle {\mathcal {S}}}. Alors {\displaystyle \mu } admet un prolongement et un seul en une mesure définie sur l'anneau d'ensembles engendré par {\displaystyle {\mathcal {S}}}.
L'unicité est claire, vu l'additivité des mesures et la description des éléments de l'anneau engendré par {\displaystyle {\mathcal {S}}} : nécessairement si un élément {\displaystyle A} de cet anneau s'écrit {\displaystyle A_{1}\cup \cdots \cup A_{n}} pour des {\displaystyle A_{i}} éléments du semi-anneau {\displaystyle {\mathcal {S}}}, on doit avoir {\displaystyle \mu (A)=\mu (A_{1})+\cdots +\mu (A_{n})}. Pour l'existence, on prend cette formule pour définition de l'extension, en vérifiant préalablement qu'elle ne dépend pas du découpage de {\displaystyle A} utilisé, puis on s'assure qu'elle définit bien une mesure sans rencontrer d'obstacle significatif.
Les énoncés analogues utilisant des semi-algèbres au lieu des semi-anneaux et des algèbres d'ensembles au lieu des anneaux d'ensembles sont également vrais, et se déduisent aussitôt de ceux qui sont donnés ici. L'usage des uns ou des autres est souvent indifférent : travailler sur des semi-algèbres est cohérent avec l'objectif terminal de construire une mesure sur une σ-algèbre et évite d'avoir à introduire le concept supplémentaire d'« anneau » ; travailler sur des semi-anneaux permet d'alléger la vérification initiale de σ-additivité et se justifie par ailleurs pleinement quand on a pour objectif de construire des mesures sur des σ-anneaux ou δ-anneaux.

## Exemples d'utilisation de semi-anneaux

### Construction de lamesure de Lebesguesur l'espace àndimensions
Un des modes de construction de la mesure de Lebesgue sur {\displaystyle \mathbb {R} ^{n}} consiste à définir le volume d'un pavé droit {\displaystyle P} produit d'intervalles bornés (fermés, ouverts ou semi-ouverts) d'extrémités notées {\displaystyle a_{i}} et {\displaystyle b_{i}}. Le volume est simplement le produit des longueurs des côtés :
On étend ensuite cette définition à la classe des ensembles Lebesgue-mesurables.
Cette construction débute par l'invocation, explicite ou implicite, de la proposition énoncée ci-dessus afin d'étendre dans un premier temps la mesure à l'anneau d'ensembles de toutes les unions d'intervalles bornés. L'intérêt des semi-anneaux apparaît nettement ici, car les énoncés qui précèdent, complétés par le théorème d'extension de Carathéodory pour l'étape suivante de l'extension, montrent que la σ-additivité de la mesure découle in fine d'une vérification de σ-additivité où on peut se limiter à manipuler des pavés.
On trouvera ci-dessous en boîte déroulante le détail de cette vérification, qui n'est pas triviale et fournit un exemple de manipulations sur un semi-anneau.

### Construction de mesures sur la droite réelle par le procédé deStieltjes
Toute mesure localement finie sur la droite réelle peut se construire par un procédé généralisant celui exposé ci-avant. Il est opportun d'utiliser le semi-anneau des intervalles vides ou de la forme {\displaystyle ]a,b]} ({\displaystyle a<b}).
Pour toute fonction croissante de {\displaystyle \mathbb {R} } vers {\displaystyle \mathbb {R} }, continue à droite, on construit une mesure sur ce semi-anneau en posant :
mesure qu'il est ensuite possible d'étendre à la tribu borélienne de {\displaystyle \mathbb {R} }. Dans le cas particulier des mesures de probabilité, {\displaystyle F} est appelée fonction de répartition de la mesure.
La méthode se généralise à toute dimension finie. 